# Cyborg oretachi
Cyborg oretachi (サイボーグ俺達?) è il terzo album discografico del gruppo musicale giapponese HALCALI, pubblicato il 18 luglio 2007. È il primo album pubblicato dal duo con una major quale la Epic Records, controllata dalla Sony Music. Al CD è stato allegato un DVD, contenente cinque videoclip e un making of.

## Tracce
1. Doo THE HAMMER! - 3:51
2. It's PARTY TIME! - 3:25
3. koi no bububun (恋のブブブン) - 4:37
4. Twinkle Star - 4:30
5. endless lover's rain
6. LOOK ~Special Edition~
7. Cyborg oretachi (サイボーグ俺達) - 3:33
8. Driver's Licence (ドライバーズ・ライセンス) - 4:39
9. Fessu de ouissu! (フェスでウィッス！) - 3:54
10. Togenkyo (桃源郷) - 4:39
11. Tip Taps Tip
12. HaruKari michi ~19 no Yoru~ (春狩道～19の夜～)

## DVD
1. Tip Taps Tip (videoclip)
2. Twinkle Star (videoclip)
3. LOOK (videoclip)
4. Togenkyo (videoclip)
5. It's PARTY TIME! (videoclip)
6. It's PARTY TIME! (making of)